# Balamuralikrishna
 (novembre 2016).
Si vous disposez d'ouvrages ou d'articles de référence ou si vous connaissez des sites web de qualité traitant du thème abordé ici, merci de compléter l'article en donnant les références utiles à sa vérifiabilité et en les liant à la section « Notes et références ».

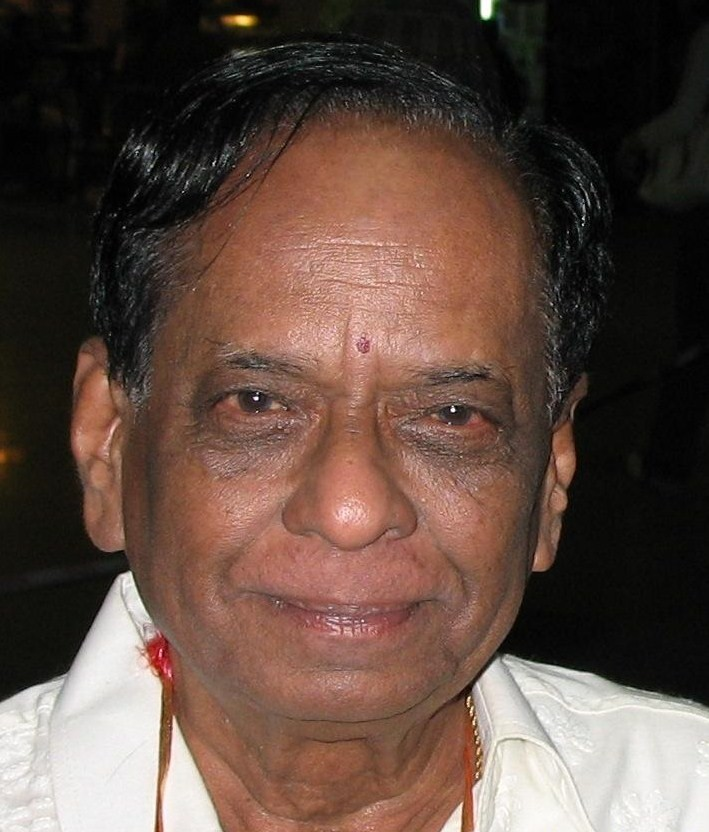
Balamuralikrishna en 2006.

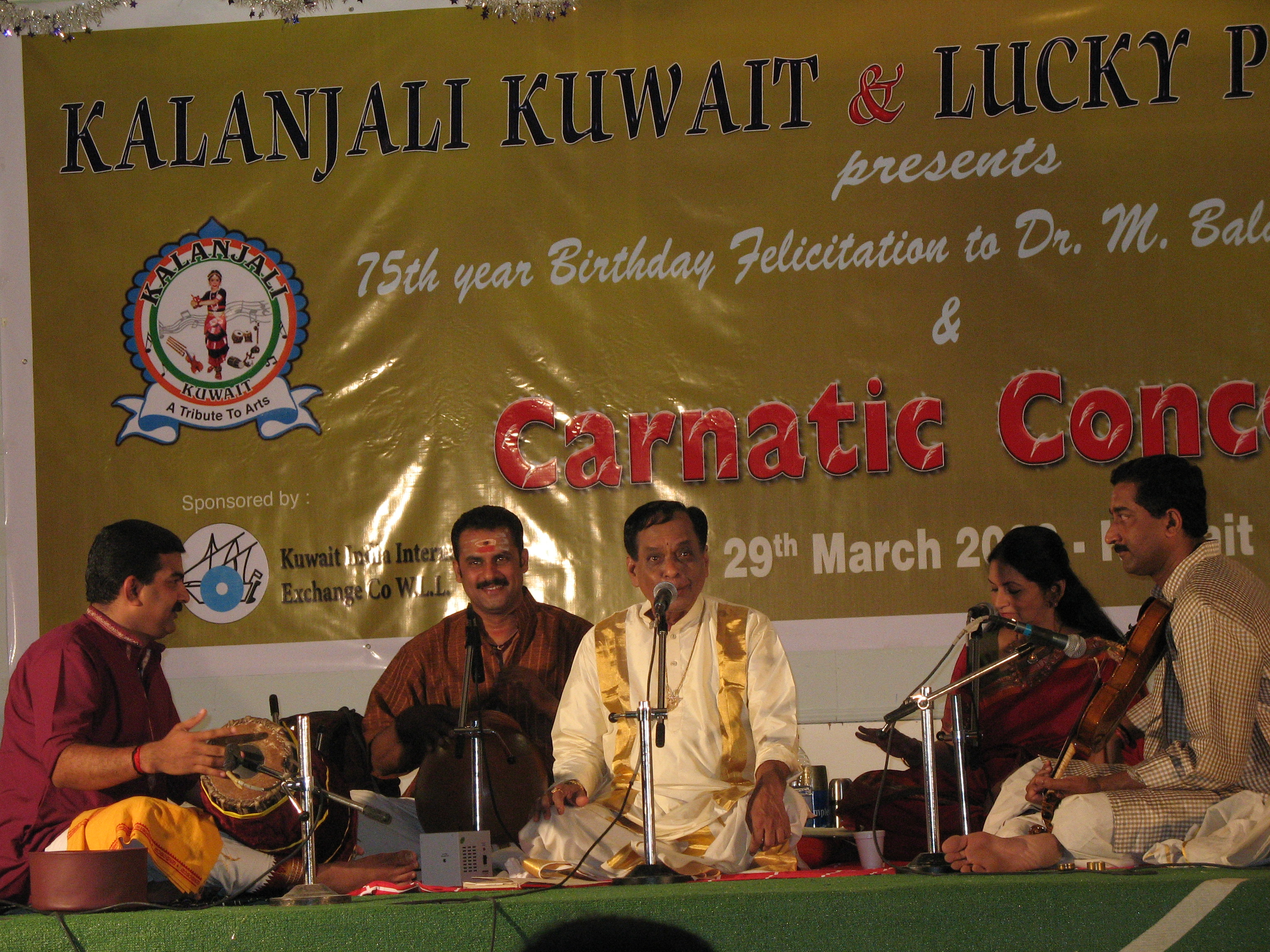
Balamuralikrishna (au centre) en concert en 2006.

Dr Balamuralikrishna est un chanteur indien de musique carnatique, né le 6 octobre 1930 dans la ville de Sankaraguptam (État d'Andhra Pradesh) et mort le 22 novembre 2016 à Chennai (État du Tamil Nadu)[réf. nécessaire].
Compositeur, instrumentiste, poète, sa voix est à l'aise sur trois octaves. 

## Biographie
Né Murali Krishnan, le préfixe Bala lui a été donné par l'artiste Musunuri Satyanarayana.

### Etudes
Dès 5 ans, il donna ses premiers concerts et fut taxé d'enfant prodige.  
Son père, Pattabiramayya, était un musicien célèbre pour avoir perfectionné le violon, la flûte et la vînâ.  
Sa mère, Suryakantamma, jouait de la vînâ.  
Balamurali apprit et perfectionna le violon, l'alto, la kanjira, la vînâ et le mridangam. 

### Distinctions
Il est un des très rares musiciens à avoir reçu des distinctions pour le chant, la pratique instrumentale, la composition, la direction musicale et la musique de film.

### Travaux
Il a notamment composé le Raganga Ravali sur 72 melakartas à 14 ans. 
Il a plus de 400 compositions à son actif et a créé de nouveaux râgas : Mahati, Sumukham, Trisakthi, Sarvashri, Omkari, Janasamodini, Manorama, Rohini, Vallabhi, Lavangi, Pratimadhyamavathi, Sushama, etc.
Il a initié l'Academy of Performing Arts and Research en Suisse et travaille aussi sur la musicothérapie en ouvrant le MBK Trust et enfin Vipanchee, une école de danse et de musique.

## Discographie
Albums
- Ragam (LP), His Master's Voice	ECLP 2324, 1966
- Sri Thyagaraja Swami Krithi (LP), His Master's Voice, ECLP 2345, 1967
- Sings Classical & Traditional Songs,  2 versions, His Master's Voice, 1968
- Carnatic Songs (LP), His Master's Voice, ECSD 2429, 1969
- M. Balamuralikrishna (LP), His Master's Voice, ECSD 3212, 1972
- M. Balamurali Krishna, M. L. Vasanthakumari, P. Leela, Ramanamurthy, B. K. Sumitra, B. Vasantha - The Swan Song (LP, Album), Polydor, 2392 099, 1976
- Sri Bhadrachala Ramadas Keerthanams (LP), His Master's Voice, ECSD 3278, 1977
- Swami Ranganathanandaji - Dr. M. Balamuralikrishna* - Bhagavad Geeta - Chapters 2 & 3 (Box + 7xLP), EMI, ECSD 3318-24, 1980
- Jaya Jaya Devahare (Ashtapadhis) (LP), Columbia	S/33ESX 17516, 1980
- Utsava Sampradaya Krithis (LP, Album), Sangeetha	S/33PIX. 1062	, 1981
- Songs On Shri Raghavendry Swamy (LP, Album), Sangeetha, S/MLR. 101, 1982
- The Musical Treasure Of The Trinity (LP), His Master's Voice, ECSD 40511, 1983
- Carnatic Songs Vocal (LP, Album), AVM Music Service, 1000 356, 1983
- Kishori Amonkar & Dr. Balamurali Krishna - Vocal-Sahagaan (Cass, Album), Tips, TC-2509, 1994
- Vocal (CD, Album), Moment Records, MRCD 1015, 1995

Singles & EPs
- Endaro Mahanubhavulu (7", EP)	His Master's Voice	7EPE 1626	1966
- Carnatic Classical Vocal (7", EP)	His Master's Voice	7EPE 1611